# Orobanche consimilis
Orobanche consimilis är en snyltrotsväxtart som beskrevs av Schiman-czeika. Orobanche consimilis ingår i släktet snyltrötter, och familjen snyltrotsväxter. Inga underarter finns listade i Catalogue of Life.